# Riva Santo Stefano
Riva Santo Stefano (Rìva San Stéva in ligure) è stato un comune italiano della provincia di Imperia. Il capoluogo comunale era ubicato presso la frazione di Riva Ligure.

## Storia

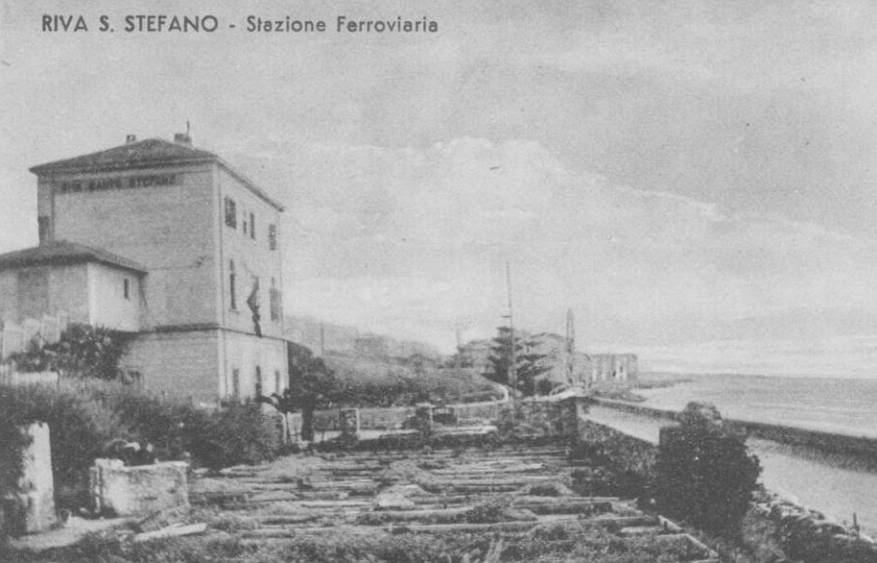
La stazione ferroviaria di Riva Santo Stefano

L'ente amministrativo venne costituito con il regio decreto n. 173 del 29 gennaio 1928 a seguito della soppressione dei comuni di Pompeiana, Riva Ligure, Santo Stefano al Mare e Terzorio che divennero sue frazioni. Al censimento del 1931 risultava avere una popolazione di circa 2 500 abitanti; nel 1936 salirono a 2 738 residenti.
Subì una prima revisione dei confini amministrativi nel 1947, con il decreto legislativo presidenziale n. 70 del 21 gennaio 1947, per il distacco e la ricostituzione dei comuni di Pompeiana e di Terzorio; nel censimento del 1951, pertanto, risultò avere 2 479 abitanti.
Definitivamente il comune di Riva Santo Stefano venne soppresso con il decreto del presidente della Repubblica n. 1285 del 19 gennaio 1953, pienamente attivo nel 1954 con la ricostituzione dei due comuni di Riva Ligure e di Santo Stefano al Mare.

## Amministrazione
| Periodo | Periodo | Primo cittadino | Partito                    | Carica  | Note |
| ------- | ------- | --------------- | -------------------------- | ------- | ---- |
| 1935    | n.p.    | Carlo Lavezzoni | Partito Nazionale Fascista | Podestà |      |